# Stictoptera laetifica
Stictoptera laetifica là một loài bướm đêm trong họ Noctuidae.